# Голяма зала
Голямата зала е основната стая в кралски дворец, замък на благородник или голям аристократически дом през Средновековието, както и в селските имения през 16 и в началото на 17 век.
През Средните векове терминът се отнася просто за „залата“ в постройката, ако тя няма и втора зала. Днес под „голяма зала“ обикновено се разбират оцелели стаи от този тип в някои страни, за да се различават от подобни зали в следсредновековните домове. Големите зали са характерни за Франция, Англия и Шотландия, но се срещат и в някои други европейски страни.